# Clivina analis
Clivina analis är en skalbaggsart som beskrevs av Jules Putzeys. Clivina analis ingår i släktet Clivina och familjen jordlöpare. Inga underarter finns listade i Catalogue of Life.